# Gladiolus delpierrei
Gladiolus delpierrei är en irisväxtart som beskrevs av Peter Goldblatt. Gladiolus delpierrei ingår i släktet sabelliljor, och familjen irisväxter. Inga underarter finns listade i Catalogue of Life.